# 小人 (中国传说)

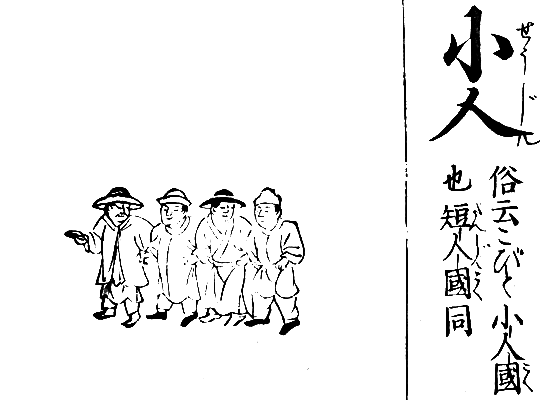
『訓蒙图彙』（1666年、日本）的「小人」

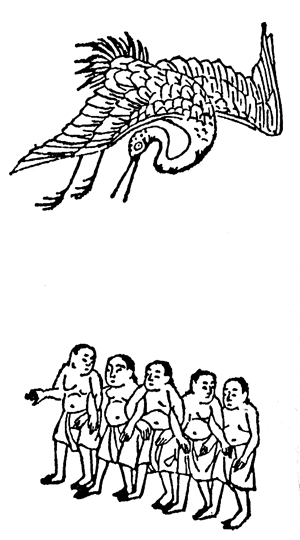
『和漢三才图会』（日本）描绘的小人

本条目介绍关于中国神话传说的小人。

## 傳說中的小人

### 靖人
遠古時代即有小人的記載，《山海經》的《大荒東經》稱東海之外有小人國，名叫“靖人”，
明代陶宗儀的《輟耕錄》記載：“海外有名靖人者，亦長七寸，然皆露處，不聞其有城郭也。”

### 僬僥人
《大荒南經》又記“有小人，名曰僬僥之國。”。
《列子》湯問記載：“從中州以東四十萬里，得僬僥國，人長一尺五寸。

### 諍人
東北極有人名曰諍人，長九寸。”

### 慶忌
《管子》記載：“‘慶忌’者，其狀若人，其長四寸，衣黃衣，冠黃冠，戴黃蓋，乘小馬，好疾馳，以其名呼之，可使千里外一日反報。”

### 巨灵、五寸人、汉武短人
《漢武故事》記載：“武帝時，東郡獻短人，長五寸，上疑其山精，常令案上行。”……召东方朔问。朔至，呼短人曰：‘巨灵，汝何忽叛来，阿母还未？’短人不对，因指朔谓上曰：‘王母种桃，三千年一作子，此儿不良，已三过偷之矣’。

### 肉芝
晉朝葛洪《抱朴子》“仙藥”記載：“行山中見小人，乘車馬，長七八寸，肉芝也。”

### 西北荒小人、述異小儿
祖沖之《述異記》記載：“魏時，河間王子充家，雨中有小兒八九枚墮於庭，皆長五六寸許。自云：‘家在海東南，因有風雨，所飄至此。’與之言，甚有所知，皆如史傳所述。”

### 三尺人
《太平廣記》引郭義恭《廣志》卷上記載：“東方有人長三尺，君長出行，導衛威儀，有若中國人，又有小人如螻蛄，手撮之，滿手，得二十枚。”。

### 一寸人
《太平廣記》卷四百八十二引《博物志》記載：“西北荒中有小人長一寸，其君朱衣玄冠，乘輅車，馬引，為威儀居處。人遇其乘車，抵而食之，其味辛。終年不為物所咋，並識萬物名字。又殺腹中三蟲，三蟲死，便可食仙藥也。”

### 鳖腹老人
王同軌《耳談》卷一記載：“萬歷己卯，嚴州建德縣有漁者獲一鱉，重八斤。一酒家買之，懸於室中，夜半常作人聲。明日剖烹之，腹有老人長六寸許，五官皆具，首戴皮帽，大異之。以聞令，令以聞郡首楊公廷誥。楊時入覲，命以木匣載之，攜之京師。諸貴人皆見，皮冠宛然逼真，無毫髮不類。”

### 二尺人
清代東軒主人《述異記》卷中記載：“康熙三十一年五月，外國貢小人一，其長二尺餘，面目肢體與人無異，似四十許人，四譯館為制小人衣冠，啟奏進上。此人手持小傘蹣跚而行，傘式與中華同，人故嬲觸之，輒吱吱作響如猴，觀者塞路。”

### 洞小人
王士禛《香祖筆記》記載：“山西興縣，去城十里許有一洞，洞中有二小人，長尺許，衣似樹葉，時出洞門坐，立冬即罕出”。

### 紅榴娃
紀曉嵐的《閱微草堂筆記》中也記載迪化縣（今烏魯木齊）有小人，全身長黑毛，當地的士兵稱之“紅榴娃”。

## 歷史記載中的小人
正史《史記》中也有小人國的記載：“小人國在大秦南，人才三尺，其耕稼之時，懼鶴所食，大秦衛助之，即焦僥國，其人穴居也。”。
陶宗儀的《南村輟耕錄》第十四卷也有載
唐牛肃《纪闻·长孙绎》有郑使君子夜遇铁小人,步履沉重,至床下, “长三尺,至粗壮,朱目大口。”以棒击打,如击石;加以斧钺,不可伤;命火热,遂大呼,声如霹雳,淹然而灭。

## 作品
『镜花缘』也有。